# Scacchita
La scacchita és un mineral de la classe dels halurs, que pertany al grup de la lawrencita. Anomenada l'any 1869 per ilbert-Joseph Adam en honor d'Arcangelo Scacchi, professor de mineralogia de la Universitat de Nàpols. És isoestructural amb la cloromagnesita i la lawrencita.

## Característiques
La scacchita és un halur de fórmula química MnCl₂. Cristal·litza en el sistema trigonal. Sol ser soluble en aigua.
Segons la classificació de Nickel-Strunz es troba classificada al grup 3.AB. (Halurs simples sense aigua). Comparteix grup amb els següents minerals: Fluorocronita, tolbachita, Sel·laïta, Cloromagnesita, coccinita, lawrencita, Fluorita, Frankdicksonita, Strontiofluorita, Tveitita-(Y), Gagarinita-(Y), Gagarinita-(Ce) i Polezhaevaïta-(Ce).

## Formació i jaciments
Ha estat descrita només a la seva localitat tipus, al Vesuvi, formada com a producte d'activitat hidrotermal en fumaroles.